# Amphisbaena nigricauda
Espèce
Amphisbaena nigricauda est une espèce d'amphisbènes de la famille des Amphisbaenidae.

## Répartition
Cette espèce est endémique de l'État d'Espírito Santo au Brésil.

## Publication originale
- Gans, 1966 : Studies on amphisbaenids (Amphisbaenia, Reptilia). 3. The small species from southern South America commonly identified as Amphisbaena darwini. Bulletin of the American Museum of Natural History, vol. 134, no 3, p. 185-260 (texte intégral).